# Ljutomer
Ljutomer este un oraș din comuna Ljutomer, Slovenia, cu o populație de 3.413 locuitori.